# Sirvan (shahrestan)
Sirvan (persiska: شهرستان سیروان, Shahrestan-e Sirvan) är en delprovins (shahrestan) i provinsen Ilam i västra Iran. Antalet invånare i delprovinsen var 14 404 vid folkräkningen 2016. Administrativ huvudort är Lumar.